# Битва под Лещавой-Горишней
Битва под Лещавой-Горишней — бой, состоявшееся 28 октября 1944 года в районе села Лещава-Горишня между чернолесским куренем УПА и советским подразделением войск НКВД.
Некоторые источники указывают также как дату боя 22 или 24 октября 1944 года.

## Предыстория
Летом 1944 года, перед прохождением линии фронта, украинские отделы УПА отступили из Перемышльского Подгорья (пол. Pogórza Przemyskiego) в расположенные более на юго-восток, более высокие массивы Восточных Карпат, чтобы переждать прохождение линии немецко-советского противостояния и избежать встречи с крупными военными подразделениями Вермахта и Красной Армии. В сентябре 1944 года вернулись сотни «Хомы» (НН), а также «Черного» (НН), которые входили в состав руководимого «Кулей» (Яков Чорний, другие псевдонимы «Ударник», «Мушка»[1]) куреня УПА «Смертоносцы» из ТВ-22 «Черный лес». В октябре их личный состав был усилен за счет мобилизованных членов Самооборонных Кустовых Отделов (СКВ).
В то время в тылу линии фронта действовали сильные отделы НКВД.

## Боевые действия
28 октября 1944 года в 5 часов утра подразделение НКВД, насчитывавшее 300 солдат, атаковало группировку около 500 солдат УПА. Сейчас после начала битвы подошло подкрепление НКВД в количестве 800 солдат, поддерживаемое несколькими автоброневиками, а в полдень ещё 300 солдат. Длилась битва около 15 часов, по которых советские отделы отступили.

## Оценки потерь

### ОУН
Подразделение УПА потеряло 17 человек убитыми (среди них — сотенного «Хому»), 8 ранеными, 3 умерших от ран и 3 сожженных заживо. В той битве участвовал сотник «Хрен» Степан Стебельский (ещё как командир четы в сотне «Дружинники» под руководством «Хомы»). Прославился отвагой, уничтожив один из бронеавтомобилей, при этом получил тяжелые ранения обеих рук.

### СССР
Потери того подразделения НКВД составляют 207 убитых (среди которых 1 генерал и несколько старших офицеров), 2 сгоревших автоброневика и 13 военных грузовиков.

## Последствия
После этой битвы часть отделов УПА была расформирована, пополнив отделы СКВ, часть вместо этого отступила и вернулась в Восточные Карпаты.

## Значение
Это была самая большая на территории Польши битва между УПА и советскими войсками.